# GLASS SKIN
「GLASS SKIN」（グラス・スキン）は、日本のバンドDIR EN GREYが発売したメジャー22枚目のシングル。

## 概要
- 7枚目のアルバム『UROBOROS』の発表に先駆けて発売された。また、同年5月に行われた国内ツアー『TOUR08 DEATH OVER BLINDNESS』でも発売に先駆けて演奏されている。
- シングルは日本語詞で収録されているが、アルバム『UROBOROS』には全英詞で収録された。
- 前作「DOZING GREEN」に続き、ライブ音源と過去の音源を再録した楽曲が収録されている。初回限定盤は特製の紙ジャケット仕様。イラストは小澄源太が手掛けている。初回盤には『UROBOROS』の試聴ライブチケットを獲得するためのパスワードが封入されている（後に試聴ライブは中止となる）。特典も前作「DOZING GREEN」同様、各店舗で異なる種類のステッカーが配られた。また、初回盤には「凌辱の雨 [LIVE]」が収録されている。
- PVはすべてCGによる構成で、朽ちてゆく生き物と生誕する木々の様子が描かれている。また、巨大で分かりづらいが京の顔がCGで構成されている。PVの最後に登場するのは「シヴァ」。
- この曲で2008年9月18日放送のNHK総合テレビ『MUSIC JAPAN』に出演。DIR EN GREYにとっては2001年末に「embryo」を同局の『ポップジャム』で演奏して以来、およそ7年ぶりのメディア露出となった。京の意向からか、歌詞テロップは彼らだけ表示されなかった。

## 収録曲
1. GLASS SKIN
作詞：京 / 作曲・編曲：DIR EN GREY
ピアノの前奏から始まるアコースティックなナンバー。デスボイス、シャウトなどは一切使われておらず、そういった楽曲がシングルとして収録されたのは15枚目のシングル「かすみ」以来である。
京としては珍しく、歌詞のテーマ（環境破壊について）を語った。
2. undecided
作詞：京 / 作曲：Die / 編曲：DIR EN GREY
3枚目のアルバム『鬼葬』収録曲の再アレンジ版。エレキギターを廃し、終始アコースティックギター中心の構成になっている。原作と少し歌詞を変更したため、歌詞カードにも記載されている。
3. AGITATED SCREAMS OF MAGGOTS -UNPLUGGED-
作詞：京 / 作曲：DIR EN GREY / 編曲：ただすけ
20枚目のシングルとして発売された同楽曲を、京のボーカルとピアノのみで再構築したもの。ピアノはただすけが担当。
終始京のボーカルはフィルターがかかっているような音声をしているが、インタビューによれば録音方法は「企業秘密」とのこと[1]。またボーカル録りの際には「編曲されたものを聴いたら、どこがイントロなのかAメロの終わりなのかも分からない程だったので面白いなと。自分なりに応えようと思ってこうなった」とも語っている[2]。
4. 凌辱の雨 [LIVE]
作詞：京 / 作曲・編曲：DIR EN GREY
2008年5月23日に横浜BLITZで演奏されたもの。初回盤に収録。